# Миллер, Фил
Фил Миллер (англ. Philip Adam Miller; 22 января 1949, Барнет, Херфордшир, Англия — 18 октября 2017) — британский гитарист в стиле джаз и прогрессивный рок, игравший важную роль в группах Кентерберийской сцены.
В разное время Миллер выступал в группах Delivery, Matching Mole, Hatfield and the North, National Health, Short Wave (с Хью Хоппером, Пипом Пайлом и Дидье Малербом). Он также работал над сольными проектами и в группе In Cahoots, которую основал в 1982 году вместе с Ричардом Синклером, Элтоном Дином, Питером Лемером и Пайлом.
В 2005—2006 годах Миллер гастролировал в составе воссоединившейся группы Hatfield and the North.

## Группы и альбомы, в которых участвовал Миллер
- 1970 — Carol Grimes & Delivery — Fools Meeting
- 1972 — Caravan — Waterloo Lily
- 1972 — Matching Mole — Matching Mole
- 1972 — Matching Mole — Little Red Record
- 1973 — Coxhill/Miller — Miller/Coxhill
- 1974 — Hatfield & the North — Hatfield & the North
- 1975 — Hatfield & the North — The Rotters’ Club
- 1978 — National Health — National Health
- 1978 — National Health — Of Queues and Cures
- 1980 — Hatfield and the North — Afters
- 1982 — Gowen/Miller/Sinclair/Tomkins — Before A Word Is Said
- 1982 — National Health — D.S. Al Coda
- 1986 — Dave Stewart & Barbara Gaskin — Up From The Dark
- 1987 — Phil Miller — Cutting Both Ways
- 1988 — Geoff Leigh and Frank Wuyts — From Here To Drums
- 1988 — Phil Miller — Split Seconds
- 1990 — National Health — Complete
- 1991 — Phil Miller/In Cahoots — Live 1986—1989
- 1991 — Phil Miller — Digging In
- 1992 — Phil Miller/Fred Baker — Double Up
- 1993 — Phil Miller/In Cahoots — Live in Japan
- 1993 — Hatfield and the North — Live 90
- 1993 — Short Wave — Short Wave Live
- 1994 — Phil Miller/In Cahoots — Recent Discoveries
- 1994 — Matching Mole — BBC Radio 1 In Concert
- 1994 — Robert Wyatt — Flotsam Jetsam (Matching Mole)
- 1995 — Miller + Hopper — Unsettled Scores
- 1996 — National Health — Missing Pieces
- 1996 — Phil Miller/In Cahoots — Parallel
- 1998 — Pip Pyle — Seven Years Itch
- 1999 — Mark Hewins — Rebela
- 2001 — In Cahoots — Out of the Blue
- 2003 — Phil Miller/In Cahoots — All that
- 2005 — Hatfield and the North — Hatwise Choice
- 2006 — Hatfield and the North — Hattitude
- 2006 — Phil Miller/In Cahoots — Conspiracy Theories
- 2011 — Phil Miller/In Cahoots — Mind Over Matter